# Partie bornée
Pour les articles homonymes, voir Borne.
En mathématiques, la notion de partie bornée (ou, par raccourci, de borné) étend celle d'intervalle borné de réels à d'autres structures, notamment en topologie et en théorie des ordres.
Selon les cas, la définition privilégie l'existence de bornes ponctuelles ou la négation de l'éloignement à l'infini.
Une fonction bornée est une fonction dont l'image est bornée dans l'ensemble d'arrivée.
Un opérateur borné est un opérateur linéaire dont les images de bornés sont bornées également. Dans le cadre des espaces vectoriels normés, cette définition est équivalente à celle d'opérateur continu.
La donnée de parties bornées sur un ensemble indépendamment de toute autre structure est appelée bornologie (de).

## Topologie

### Dans un espace métrique
Une partie d'un espace métrique est dite bornée si la distance entre ses points est majorée par un réel fixé, autrement dit si son diamètre est fini. En ce sens, les bornés de la droite réelle sont bien les parties majorées et minorées, c'est-à-dire les parties incluses dans des intervalles bornés.
Cette propriété est intrinsèque à la partie, c'est-à-dire ne dépend pas du reste de l'espace métrique.

### Dans unespace vectoriel topologique
Le caractère archimédien du corps des réels s'illustre par le fait que n'importe quel intervalle borné peut être d'image incluse dans n'importe quel ouvert non vide par une homothétie.
Cette propriété donne lieu à la définition de partie bornée d'un espace vectoriel topologique comme une partie incluse dans n'importe quel voisinage de l'origine à homothétie près.

Il faut prendre garde que, pour un espace vectoriel topologique métrisable (en) (en dehors du cas normé), une partie peut être bornée au sens de la métrique sans être bornée au sens E.V.T.
Par exemple, on peut toujours mettre sur l'EVT métrisable une distance bornée qui définit la même topologie ; toutes les parties, y compris l'espace lui-même, sont alors bornées pour la distance, mais la plupart ne sont pas bornées au sens EVT. Cette situation est très courante.

## Théorie des ordres
Une partie d'un ensemble ordonné est bornée si elle admet à la fois un majorant et un minorant dans l'ensemble ordonné. En dehors du cas où la partie elle-même contient un majorant et un minorant, cette définition dépend donc a priori du reste de l'ensemble ordonné.
De cette façon, les parties bornées dans l'ensemble ordonné des réels restent bien les parties majorées et minorées.